# Суфламени
Суфламените (Sufflamen) са род животни от семейство Балистови (Balistidae).
Таксонът е описан за пръв път от Дейвид Стар Джордан през 1916 година.

## Видове
- Sufflamen albicaudatum
- Sufflamen albicaudatus
- Sufflamen bursa – Зеленобял суфламен
- Sufflamen capistratus
- Sufflamen chrysopterum
- Sufflamen chrysopterus
- Sufflamen fraenatum
- Sufflamen fraenatus
- Sufflamen mento
- Sufflamen ringens
- Sufflamen verres